# خدرنق طوراني
خدرنق طوراني (الاسم العلمي: Cheiracanthium turanicum) هو نوع من العناكب يتبع جنس الخدرنق من الفصيلة العناكب الكيسية.